# Предатор 2
Предатор 2 (енгл. Predator 2) је амерички научнофантастични акциони филм, са елементима хорора из 1990. године у режији Стивена Хопкинса, са Денијем Главером, Гаријем Бјусијем, Маријом Кончитом Алонсо, Рубеном Блејдсом, Билом Пакстоном и Кевином Питером Холом у главним улогама. Представља директан наставак успешног претходника из 1987. године и други је по реду у франшизи коју за сада чине 4 филма.
Глумачка постава је у односу на претходни филм комплетно измењена што је вероватно у знатној мери допринело слабом успеху филма, само се Кевин Питер Хол поново вратио у насловну улогу.
Филм је добио генерално мешовите критике, публика са сајта Ротен томејтоуз га је оценила са 44% док је од стране критичара са истог сајта добио ниских 29%, док је на IMDb-у ситуација нешто боља где има просечну оцену 6,3 од 10.  Није успео да понови успех свог претходника али упркос томе што на благајнама није прошао тако добро филм је постао култни класик.

## Радња
За разлику од претходног филма радња се у овом делу одиграва у велеграду, Лос Анђелесу, и смештена је 10 година након догађаја из првог филма тачније у годину 1997. У току су ватрени обрачуни нарко банди, а полиција је ван себе јер није у могућности да их заустави, али заправо то је најмањи проблем јер ће се у граду ускоро појавити убица који је опаснији од било ког човека...

## Улоге
| Глумац                | Улога                  |
| --------------------- | ---------------------- |
| Дени Главер           | поручник Мајк Хариган  |
| Гари Бјуси            | агент Питер Киз        |
| Марија Кончита Алонсо | Лиона Кантрел          |
| Рубен Блејдс          | Дени Арчулета          |
| Бил Пакстон           | Џефри Ламбер           |
| Адам Болдвин          | агент Гарбер           |
| Кевин Питер Хол       | Предатор               |
| Роберт Дејви          | капетан Хајнеман       |
| Лилијан Шовен         | др Ирена Ричардс       |
| Кент Макорд           | капетан Пилгрим        |
| Калвин Локхарт        | краљ Вили              |
| Мортон Дауни Млађи    | Тони Поуп              |
| Стив Кејхан           | наредник Нил Ригер     |
| Хенри Кинги           | Ел Скорпио             |
| Томас Розалес млађи   | Члан банде Ел Скорпија |